# Ginseng américain
Panax quinquefolius
Espèce
Classification phylogénétique
Statut CITES
Le ginseng américain, aussi connu sous le nom de ginseng à cinq folioles (Panax quinquefolius), est une espèce de plantes à fleurs de la famille des Araliaceae. C'est une plante herbacée vivace. C'est une plante des forêts tempérées de la moitié Est du continent nord-américain qui pousse sur  des sols drainés riches en humus.

## Statut
- En voie de disparition au Canada depuis avril 1999, selon le Comité sur la situation des espèces en péril au Canada (COSEPAC)[1].

- Menacé d’extinction depuis 1988, selon la Convention sur le commerce international des espèces de faune et de flore sauvages menacées d’extinction[2].

- Menacé au Québec.

### Historique du statut
Espèce désignée comme « menacée » en avril 1988. Réexamen du statut : l'espèce a été désignée « en voie de disparition » en avril 1999. Réexamen et confirmation du statut en mai 2000 (COSEPAC).

## Description
- Taille : 20 à 70 cm

- Verticille de 1 à 4 feuilles composé de 3 à 5 folioles, obovées-oblongues, acuminées, finement dentées, de 6 à 15 cm de longueur et reliées comme les doigts d’une main.

- Fleurs 6 à 20, minuscules, d’un blanc verdâtre, formant une ombelle s’élevant du centre du verticille de feuilles.

- Fruit : une drupe d’un rouge vif à maturité et contenant de 1 à 3 graines

- Espèces voisines : Aralie à tige nue.

- Traits distinctifs : feuilles distinctement palmées; inflorescence solitaire, terminale et s’élevant du centre du verticille de feuilles[3].

- Espèce indigène du Québec

## La découverte

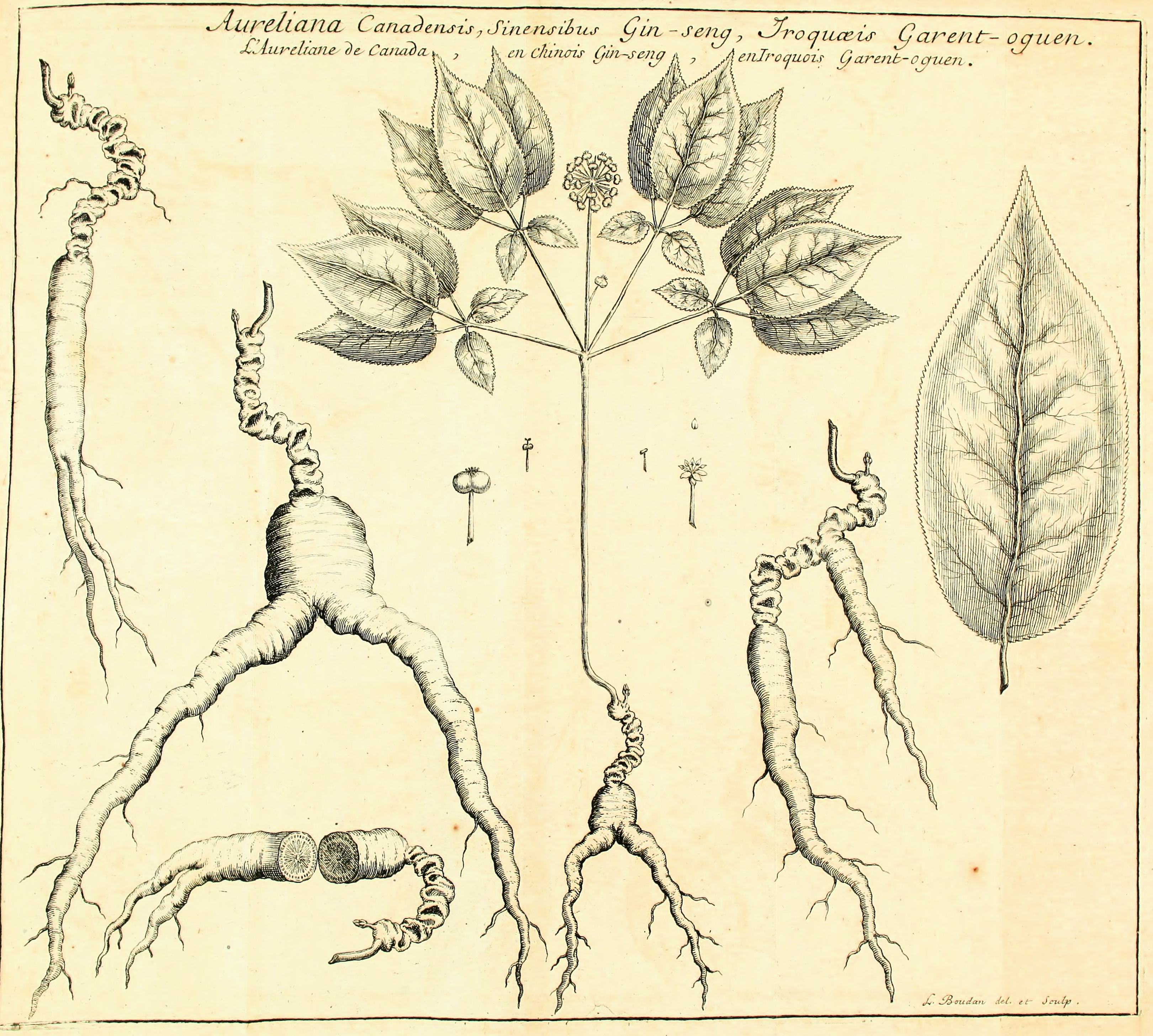
L'aureliana de Canada, en chinois gin-seng, en iroquois garent-oguen, illustration du mémoire de Lafitau sur le ginseng.

La découverte du ginseng à cinq folioles a fait l'objet de controverses quant à son attribution. Michel Sarrazin, médecin du Roi  en Canada (Nouvelle-France), John Ray et Vaillant y ont contribué.

« Lafitau fait désormais partie de l’histoire botanique, tout comme Vaillant à qui revient le mérite d’avoir identifié un nouveau genre, appelé araliastrum. Sarrazin et John Ray l’avaient déjà identifié parmi d’autres espèces et le ginseng en devient une sous-catégorie. Enfin, Sarrazin admettait en novembre 1717 dans une lettre que le ginseng avait, avant la découverte de Lafitau, échappé à son attention. »

 Lafitau est bien le découvreur du ginseng au Canada.
Ce n’est qu’en 1715 qu’il fut trouvé à nouveau par le père Joseph François Lafitau, missionnaire jésuite vivant parmi les Iroquois ; il pose des questions aux Iroquois afin d'en trouver, mais leurs réponses ne l'avancèrent pas beaucoup. Finalement, Lafitau en trouve par hasard, après trois mois de recherches, près d'une maison qu'il faisait bâtir.

Dans son mémoire sur le ginseng, Lafitau écrit : 

« J'ai appris à Paris que Monsieur de Sarrazin Conseiller au Conseil Supérieur de Québec, Médecin et botaniste du Roy, Correspondant de l’Académie Royale des Sciences, qui certainement est très - habile dans son art, dont il parle avec beaucoup de grâce & qui l’exerce avec beaucoup de capacité & de succès, avait autrefois envoyé de Canada entre plusieurs plantes de ce pays là celle que j'ai découvert pour être le vrai Ginseng, & qu'il l'avait envoyée sous le nom d'Aralia. Il ne pouvait  pas alors la connaître pour ce qu'elle est, … »

Lafitau décrit sa plante comme très semblable au ginseng de Chine, tout en laissant un doute sur ses propriétés : 

« Les plantes sont à peu près partout les mêmes. Celle-ci vient naturellement en Canada comme en Tartarie  : c'est à-peu-près le même terroir & le même climat dans l'un & dans l'autre pays, il est donc naturel  de conclure que le Ginseng qui croit en Canada est aussi semblable par sa vertu à celui qui croît en Tartarie , qu'il lui est semblable par sa figure ; mais les expériences qu’on en a faites, & celles qu'on en fera dans la suite, décideront plus efficacement cette difficulté. »

 Étant très apprécié en Asie pour ses différents usages, un commerce d’exportation vers la Chine de racines séchées s’est mis en place. Rapidement, ce commerce est devenu le second en importance après la traite des fourrures. Petit à petit, les quantités de Ginseng naturel ont diminué. Une récolte excessive, la perte de leur habitat, corrélée à des incidents climatiques (voir « Menaces », plus bas) ont réduit la population de ginseng à seulement 23 populations de ginseng, de taille viable (min 172 plants) au Québec. On cultive aujourd’hui le ginseng pour le commerce mais il ne s’agit pas de ginseng à l’état naturel.

## Biologie
Le maintien des populations est principalement assuré par la longévité des adultes. Plusieurs années sont nécessaires pour arriver à maturité et l’espèce a besoin de produire des graines pour se reproduire (bien que la division de rhizomes ait été signalée) et doit donc pour cela atteindre l’état adulte. De plus la germination des graines nécessite une période de 18 à 22 mois de dormance. Cela explique en partie pourquoi la plante est sensible à la cueillette.
Le Ginseng à cinq folioles commence à fleurir quand il a de trois à huit ans; puis il fleurit annuellement. Il commence à fleurir en juin et la floraison continue jusqu'en août, puis les fruits se développent en juillet et en août. Ceux-ci deviennent mûrs en août et en septembre. La période la plus fragile de sa vie est avant qu’il fasse des graines, dans ces premiers stades (Gagnon 1999).
Taille minimum d’une population viable  estimée à 170 individus (Nantel et al. 1996).

## Utilisations
Utilisé en médecine traditionnelle chinoise, c’est une plante qui a de nombreuses fonctions dont une capacité à réguler les fonctions corporelles et à stabiliser les constantes physiologiques du corps humain. En consommation régulière le Ginseng a pour effet de réduire la fatigue, de soulager le stress et d’améliorer la mémoire. Pris de manière plus ponctuelle, à court terme, il régularise le cholestérol, la tension artérielle et la glycémie[réf. nécessaire]. Il semblerait cependant que les effets du Ginseng Asiatique et du Ginseng Américain ne soient pas les mêmes, le premier étant un stimulant et le second un apaisant, calmant. « Les produits médicinaux du ginseng sont attribués aux molécules saponines produites par les canaux excréteurs oléifères situés dans la racine,.
Consommation : tisane, capsule, comprimé, boisson ou bonbon. La racine peut s’utiliser comme légume.

## Habitat
Le ginseng à cinq folioles pousse en forêts décidues, dominées par l’érable à sucre, le caryer cordiforme, le frêne blanc et le tilleul riches, humides, non perturbées et relativement matures, dans des sols dont le pH est près de la neutralité et bien drainé comme sur des sols sableux par exemple. Les populations sont souvent situées près du bas de pentes douces à exposition sud-est à sud-ouest car il s’agit d’un micro-habitat relativement chaud et particulièrement riche en espèces.

## Répartition
Le Ginseng à cinq folioles est en voie de disparition. Poussant dans les forêts feuillues riches de l’est de l’Amérique du Nord, il atteint le sud de l’Ontario et du Québec qui représente la limite nord de son aire de répartition, où il apprécie les forêts feuillues ou les sous-bois d’érablières matures, peu perturbées et riches en espèces.

### Amérique du Nord
Il se trouve de la Louisiane et de la Géorgie jusqu’au Minnesota et le New Hampshire, atteignant le sud de l’Ontario et du Québec. Espèce considérée comme rare ou peu commune à l’état sauvage dans la plus grande partie de son aire nord-américaine depuis de nombreuses années (White, 1988).

### Au Canada
Il existe 139 mentions du Ginseng d’Amérique au Canada, 65 en Ontario et 74 au Québec. Le seuil de viabilité (population minimale viable) des populations de ginseng à cinq folioles est d’environ 170 sujets (Nantel et al. 1996). Selon ce critère, il n’existe que sept populations viables connues en Ontario, et 15 au Québec. Cependant, seules les grandes populations ont été retenues pour l’étude. Or, White(1998) estimait que la plupart des populations ne comptait que très peu de sujets et que l’effectif réel moyen était de 10 à 20 individus. Selon lui, il pourrait exister 80 autres sites supplémentaires en Ontario.
En Ontario
On y a recensé 8 619 individus.
On les retrouve le long de l’escarpement du Niagara. Dans le rapport du Comité sur la situation des espèces en péril au Canada (COSEPAC)  de 2000, les résultats d’études plus récentes sont présentés et parmi les 20 populations vérifiées en 1996 et 1998, 25 % d’entre elles ont disparu et 50 % sont en déclin. Aujourd’hui, 83 % des sites ontariens recensés en 1988 ont disparu, ou sont menacés en raison de leur petite taille (populations inférieures à 170 sujets).
Au Québec
Nombre d’individus recensés : 10 956.
La plus grande concentration de populations se trouve en Montérégie, au sud de Montréal. Mais également : Outaouais, Laurentides, Lanaudière, Estrie, Centre-du-Québec et région de la Capitale-Nationale. La plupart des 15 populations sont petites (effectif moyen : 100 sujets (White 1988)) et dispersées. Leur  paysage est fragmenté et de nombreux habitats disponibles pour l’espèce se dégradent ou disparaissent rapidement. Presque 50 % des individus se trouvent dans deux grandes colonies, dont une est protégée. Selon White (1988), il pourrait exister 13 autres sites supplémentaires au Québec.

## Menaces
Contribuent à la perte d'habitat :
- le débroussaillage ;
- la coupe forestière (qui serait responsable du déclin de 25 % des sites entre 1988 et 1997[17] : « [a]u Québec, sept populations ont succombé à la destruction ou à la dégradation de leur habitat[16] ») ;
- la surexploitation de l’espèce dans le passé.

La cueillette, qui est un élément important, car elle touche 55 % des sites étudiés en Ontario et neuf populations seraient disparues à la suite d'une cueillette intensive. De plus les populations soumises à une cueillette ne produisent que de 12 à 25 % de la quantité de graines produite par les populations non exploitées. Sutter (1982). En Caroline du Nord par exemple, les cueilleurs récoltent toutes les racines qu’ils trouvent, estimant que, si ce n’est pas eux, quelqu’un d’autre récoltera les individus laissés sur place (Sutter, 1982).
- développement urbain constant,
- l’expansion des terres agricoles

La petite taille des populations sensibles aux perturbations et changements climatiques les rend très vulnérables. Par exemple la grande tempête de verglas en janvier 1998 au Québec a provoqué d’importants dégâts dans le couvert forestier, ce qui nuit gravement aux populations et risque de les perturber de manière durable (c’est également ce qui arrive après des coupes forestières, même partielles).
De plus la plante fait toujours au Canada l’objet d’un commerce intérieur, mais aucune estimation du volume des ventes n’est disponible, ce qui rend impossible d’évaluer l’impact de ce commerce sur les populations sauvages. Il est d’ailleurs possible de trouver des racines sauvages dans les magasins d’aliments naturels asiatiques de Toronto (Wilkins,1998).
Le broutage intensif, par les cerfs de Virginie par exemple, et la prédation accrue des graines par des animaux de la forêt sont des facteurs supplémentaires.
Il est donc primordial de préserver l’espèce. Même une récolte annuelle de 5 % des racines est déconseillée car elle entraînera la disparition d’une colonie viable de Ginseng. L’exportation des racines sauvages est interdite. La culture en boisés commence à se répandre, mais elle peut perturber le milieu à cause des activités de préparation et d’entretien des sites (débroussaillage et application d’engrais et fongicides). De plus, elle entraîne l’introduction de gènes exotiques et de pathogènes souvent présents dans les semences commerciales et pouvant avoir des conséquences néfastes sur l’écosystème (Nault, 1998). Le Canada n’en reste pas moins le quatrième producteur de ginseng au monde avec aujourd’hui 1 000 à 2000 acres en Ontario ainsi qu’une centaine d’acres au Québec.

## Économie
Actuellement le quatrième producteur de ginseng au monde (N. Charest, Agriculture et Agroalimentaire Canada, comm. pers, 1998), la culture du ginseng est une industrie très fructueuse pour le Canada. En effet, en 1995, la valeur des exportations a été estimée à 65 millions de dollars (Clark et Kort, 1996). La majeure partie de la production canadienne de ginseng est exportée à Hong Kong (75 % des exportations seraient consommées par les Chinois) sous forme de racines séchées ou vendues à des acheteurs dans un but agricole.
- En Ontario, la culture du ginseng en milieu boisé se pratique actuellement sur 1 000 à 2000 acres (Jan Schooley, MAAARO, comm. pers., 1998).

- Au Québec, cette culture, occupant déjà une centaine d’acres (Isabelle Nadeau, CLDE, comm. pers., 1998) n’est seulement pratiquée que depuis quelques années.

La culture a nettement diminué depuis la baisse de la demande japonaise à la suite d'une crise en 2001 où le prix a nettement baissé (d’environ 46 %), mais on suspecte une ré-augmentation de la demande dans les années à venir car de nouveaux marchés s’établissent (Corée, EU), ce qui peut constituer une menace sur les populations sauvages (cueillette) car la culture sera  principalement effectuée en milieu naturel.
Le prix de la racine en 1995 pouvait atteindre 770 $/kg pour celles cultivées de façon semi-naturelle, et en milieu forestier (Clark et Kort, 1996). Il est difficile aujourd’hui d’évaluer la valeur du marché, le prix pouvant varier en fonction de son âge et du type de culture (biologique ou conventionnelle).

## Protection
Au Québec, le ginseng à cinq folioles est protégé par la loi sur les espèces menacées et vulnérables. Elle interdit de nuire aux individus de cette espèce, d’en posséder, d’en faire le commerce et de perturber leur habitat.
La conservation du Ginseng fait l’objet de nombreuses études, notamment au jardin botanique de Montréal, où des techniques de reproduction du ginseng sont étudiées et ont été mises au point, et le ginseng est cultivé pour des réintroductions éventuelles. Ces réintroductions seront faites dans des habitats convenables et protégés de la récolte illégale. La population du Biodôme a d’ailleurs servi à augmenter dix populations sauvages qui risquaient de disparaître.
On cherche toujours aujourd’hui à découvrir les populations sauvages restantes de ginseng dans le but de cerner leur situation et d’anticiper les menaces qui pèsent sur elles. Chaque année d’ailleurs, on surveille l’efficacité des mesures de protection et, même si de nombreuses populations se trouvent dans des réserves et parcs du Québec et de l’Ontario, la récolte illégale continue de constituer une menace importante. C’est pourquoi le contrôle est une part importante de la conservation, et il est possible de l’effectuer dans un parc naturel protégé, cependant, à l’extérieur du parc  il est difficile d’empêcher certains facteurs tels que des activités illégales dans des populations isolées par exemple. Cela explique entre autres pourquoi le ginseng à cinq folioles est inscrit à l’Annexe II de la Convention sur le commerce international des espèces de faune et de flore sauvages menacées d’extinction (CITES), qui réglemente le commerce et les déplacements internationaux des espèces menacées, ou qui pourraient l’être, par l’exploitation commerciale. De plus, « Selon l'article 124 de la LEP, sur l'avis du COSEPAC, le ministre a limité la communication de renseignement concernant l'aire où se trouve cette espèce ou son habitat. Cette limitation est à l'avantage de cette espèce. »(COSEPAC)
Enfin, de nombreux endroits où pousse le ginseng à cinq folioles au Québec et en Ontario se situent sur des terres privées, ce qui rend nécessaire la collaboration entre les propriétaires et les organismes de conservation, au rétablissement de cette espèce.
Programmes de rétablissement : Programme de rétablissement pour le Ginseng à cinq folioles sauvage. Les recommandations exactes du COSEPAC sont les suivantes :
1. Effectuer des relevés de terrain additionnels en Ontario, afin d’établir si d’autres populations existent dans les régions sous-représentées.
2. Établir un programme de surveillance dans les zones protégées.
3. Élaborer une stratégie préventive permettant de protéger toutes les populations viables.
4. Promouvoir la restauration des petites populations, afin d’empêcher que la disparition de populations se poursuive.
5. Étudier l’impact de la culture en milieu boisé sur l’habitat du ginseng à cinq folioles.
6. Effectuer un contrôle phytosanitaire des semences commerciales.
7. Adopter une loi interdisant entièrement la vente du ginseng sauvage au Canada.
8. Réévaluer la situation de l’espèce dans trois à cinq ans.

## Compléments